# 芬斯特爾圖爾姆山

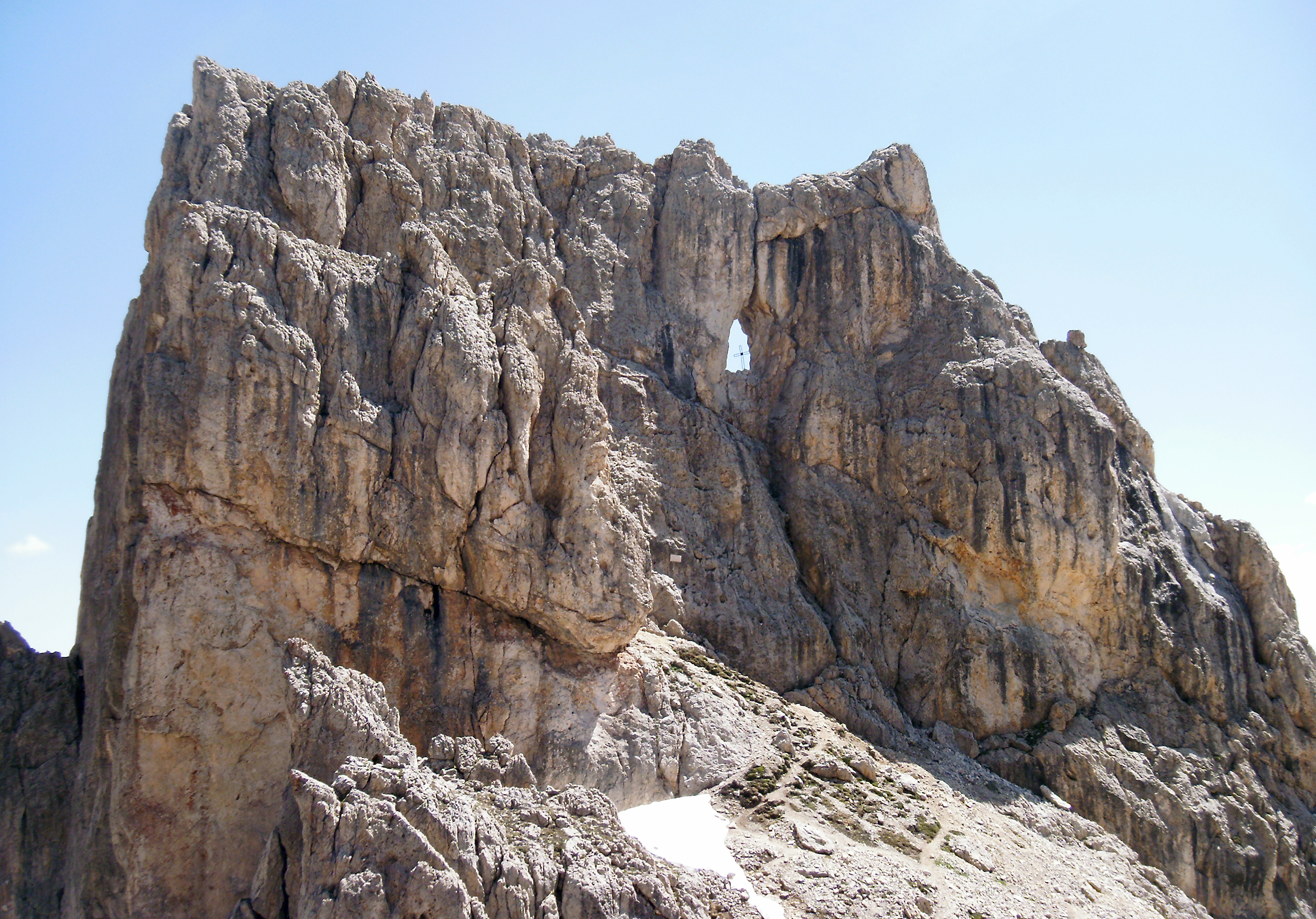

46°25′22″N 11°37′24″E / 46.42278°N 11.62333°E
芬斯特爾圖爾姆山（義大利語：Fensterlturm），是意大利的山峰，位於該國東北部，由特倫托自治省負責管轄，屬於羅森加滕山脈的一部分，海拔高度2,670米，人類在1895年首次登頂。